# Chey Chettha I
Chey Chettha I (1575 – 1595) là vua Campuchia cai trị vì từ năm 1584 đến 1595.
Chey Chettha là con trai thứ hai của Satha I. Ông được chỉ định là người thừa kế khi ông mười một tuổi. Ông được cha mình trao vương miện vào năm 1584.
Năm 1594, Campuchia bị Xiêm tấn công. Sau khi quân đội Xiêm đến Lovek, Chey Chettha đã cho người chú của mình là Soryopor chỉ huy trực tiếp việc phòng thủ.
Chey Chetta trốn khỏi thủ đô cùng với cha Satha, đầu tiên là chạy đến Srey Santhor, sau đó đến Stung Treng. Ông chết ở đó vào năm 1596 mà không có người thừa kế.